# ذبيبينة فيدتشنكوية
ذبيبينة فيدتشنكوية (الاسم العلمي:Moluccella fedtschenkoana) هي نوع من النباتات يتبع جنس الذبيبينة من الفصيلة الشفوية. سمي هذا النوع تكريما لعالم النبات الروسي بوريس ألكسيفيتش فيدتشنكو (بالإنجليزية: Boris Alexeevich Fedtschenko)‏ (1872-1947).